# Nokia (Stadt)
Nokia [ˈnɔkiɑ] ist eine Stadt im Westen Finnlands. Sie befindet sich unmittelbar westlich der Stadt Tampere.
Seit dem 1. Juni 2003 halten in der Stadt nach langer Zeit wieder Züge der finnischen Bahn VR-Yhtymä auf ihrem Weg von Tampere nach Pori.
In Nokia wurde 1865 von dem Ingenieur Fredrik Idestam (1838–1916) das Unternehmen Nokia gegründet.

## Politik
Nokia gilt als Arbeiterstadt mit traditionell hohen Ergebnissen für linke Parteien. Bei den Gemeinderatswahlen 2012 gelang es den Sozialdemokraten, die konservative Sammlungspartei wieder als stärkste Partei abzulösen. Das Linksbündnis stellt die drittstärkste Fraktion vor den Basisfinnen und den Grünen. Mit jeweils drei Abgeordneten sind das Zentrum und die Kommunisten vertreten. Mit 5,9 % fuhr die Kommunistische Partei 2012 in Nokia ihr landesweit bestes Ergebnis ein. Ein weiteres Mandat wird von den Christdemokraten gehalten.
| Partei           | Wahlergebnis [%] | Sitze |
| ---------------- | ---------------- | ----- |
| Sozialdemokraten | 25,3             | 13    |
| Sammlungspartei  | 21,8             | 11    |
| Linksbündnis     | 14,9             | 08    |
| Basisfinnen      | 12,8             | 07    |
| Grüner Bund      | 09,8             | 05    |
| Zentrumspartei   | 06,2             | 03    |
| Kommunisten      | 05,9             | 03    |
| Christdemokraten | 03,3             | 01    |

## Einwohnerzahlen
Entwicklung der Einwohnerzahl:
| Jahr | Einwohner | Jahr | Einwohner | Jahr | Einwohner | Jahr | Einwohner | Jahr | Einwohner |
| ---- | --------- | ---- | --------- | ---- | --------- | ---- | --------- | ---- | --------- |
| 1981 | 23.704    | 1991 | 26.173    | 2001 | 27.298    | 2011 | 32.056    | 2021 | 34.884    |
| 1982 | 23.811    | 1992 | 26.187    | 2002 | 27.653    | 2012 | 32.354    | 2022 | 35.346    |
| 1983 | 23.918    | 1993 | 26.318    | 2003 | 28.090    | 2013 | 32.690    | 2023 |           |
| 1984 | 24.064    | 1994 | 26.318    | 2004 | 28.604    | 2014 | 32.847    |      |           |
| 1985 | 24.238    | 1995 | 26.287    | 2005 | 29.147    | 2015 | 33.162    |      |           |
| 1986 | 24.437    | 1996 | 26.326    | 2006 | 29.740    | 2016 | 33.210    |      |           |
| 1987 | 24.811    | 1997 | 26.476    | 2007 | 30.485    | 2017 | 33.322    |      |           |
| 1988 | 25.087    | 1998 | 26.499    | 2008 | 30.951    | 2018 | 33.527    |      |           |
| 1989 | 25.576    | 1999 | 26.691    | 2009 | 31.357    | 2019 | 33.929    |      |           |
| 1990 | 26.063    | 2000 | 26.905    | 2010 | 31.647    | 2020 | 34.476    |      |           |

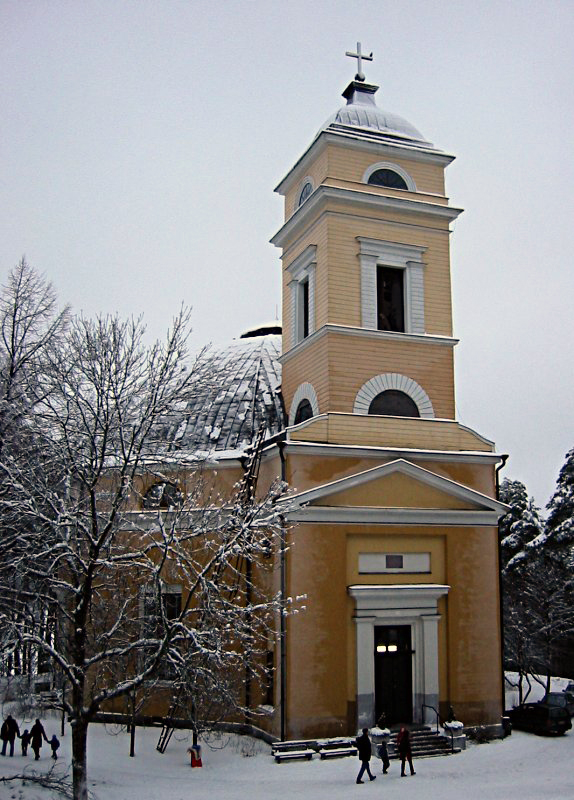
Nokias Kirche

(Stand: 1987 und 1990-2022 jeweils zum 31. Dezember, 1981-1986 und 1988-1989 Jahresmittel)

## Wirtschaft
| Unternehmen            | Mitarbeiter |
| ---------------------- | ----------- |
| Stadt Nokia            | 2064        |
| Nokian Renkaat         | 1175        |
| AGCO Power             | 0877        |
| Pitkäniemi-Krankenhaus | 0630        |
| SCA Hygiene Products   | 0265        |
| Patria Aviation        | 0180        |

## Städtepartnerschaften
- Blönduós, Island
- Moss, Norwegen
- Karlstad, Schweden
- Horsens, Dänemark
- Orjol, Russland
- Sillamäe, Estland
- Sárospatak, Ungarn

## Söhne und Töchter der Stadt
- Tapio Rautavaara (1915–1979), Leichtathlet, Musiker und Schauspieler
- Tauno Suoniemi (1927–1985), Gewichtheber
- Matti Onnismaa (* 1959), Schauspieler
- Jari Lähde (* 1963), Radrennfahrer
- Juha Lavapuro (* 1968), Jurist
- Sanni Utriainen (* 1991), Speerwerferin
- Antti Sainio (* 2005), Hürdenläufer

- Fredrik Idestam, Gründer von Nokia bzw. Nokian Renkaat